# Virginie Dedieu
Virginie Dedieu (Aix-en-Provence, 25 de fevereiro de 1979) é uma nadadora sincronizada francesa, medalhista olímpica. Ela é uma das expoentes do nado sincronizado francês.

## Carreira
Virginie Dedieu representou seu país nos Jogos Olímpicos de 1996 a 2004, ganhando a medalha de bronze no dueto em Sydney, com a parceira de Myriam Lignot. 
Na modalidade do Solo, que não é mais olímpica, Dedieu é tricampeã mundial e bicampeã europeia.